# Кладбище Вольфготтезаккер (Базель)
Кладбище Вольфготтезаккер —  одно из кладбищ Базеля (Швейцария), открытое в 1872 году. Расположено в восточной части города между железнодорожной грузовой станцией Вольф и трамвайным депо Драйшпиц.

## История
В связи с быстрым ростом населения и предполагаемым расширением площадей застройки города после сноса старых городских стен городской совет Базеля в 1866 году после нескольких лет обсуждений принял решение о создании двух дополнительных кладбищ за пределами городской черты: на Канненфельде (открыто в 1868 году) для населения, проживающего на левом берегу реки Бирсиг, и на Вольффельде для населения, проживающего на правом берегу Бирсиг. Территория кладбища Вольфготтезаккер находилась в низине, что вызвало необходимость доставки большого количества земли из леса Брудерхольц. Земляные работы и работы по благоустройству территории начались в октябре 1870 года, в мае 1871 года было завершено возведение окружающей стены, а первое захоронение состоялось 3 июня 1872 года.
Через год после открытия кладбища рядом с ним была спроектирована сортировочная грузовая железнодорожная станция и с сентября 1874 года захоронения здесь были прекращены и возобновлены в июне 1879 года. В 1915 году рядом с кладбищем было построено Базельское трамвайное депо. В 1929 году въезд на кладбище был сокращён, чтобы освободить место для новых путей в депо. С 1937 по 1941 год кладбище было временно закрыто. Перед упразднением кладбищ Хорбург и Канненфельд в 1951 году и в последующие годы на кладбище «Вольфготтезакер» были перенесены многие из могил.
С 1980 года «Вольфготтесакер» используется исключительно как место для семейных захоронений; ежегодно на нём проводится около 180 захоронений. В ноябре 1995 года кладбище было объявлено охраняемым памятником архитектуры.

## Захоронения
- Отто Абт[фр.] (1903–1982) — швейцарский художник.
- Иоганн Якоб Бальмер (1825—1898) — швейцарский математик и физик.
- Иоганн Якоб Бахофен (1815—1887) — швейцарский учёный, этнограф, юрист, антиковед, религиовед.
- Вильгельм Мартин Леберехт Де Ветте (1780—1849) — христианский гебраист и библейский критик.
- Генрих Вёльфлин (1864—1945) — швейцарский писатель, историк и теоретик искусства.
- Эдуард Вёльфлин (1831–1908) — швейцарский учёный, филолог-классик, профессор.
- Георг Фердинанд Дюммлер (1859–1896) — немецкий филолог-классик и археолог.
- Юрг Федершпиль[болг.] (1931–2007) — швейцарский писатель.
- Джон Невинс Эндрюс (1829–1883) — один из основателей Церкви адвентистов седьмого дня, в честь которого назван университет[англ.]  (Мичиган, США).
- Карл Густав Юнг (1794—1864) — швейцарский хирург и анатом.